# سوزان فاريل
سوزان فاريل (بالإنجليزية: Suzanne Farrell)‏ هي راقصة باليه أمريكية، ولدت في 16 أغسطس 1945 في سينسيناتي في الولايات المتحدة.

## وصلات خارجية
- سوزان فاريل على موقع IMDb (الإنجليزية)
- سوزان فاريل على موقع الموسوعة البريطانية (الإنجليزية)
- سوزان فاريل على موقع ميوزك برينز (الإنجليزية)
- سوزان فاريل على موقع إن إن دي بي (الإنجليزية)
- سوزان فاريل على موقع قاعدة بيانات الفيلم (الإنجليزية)